# Suntory

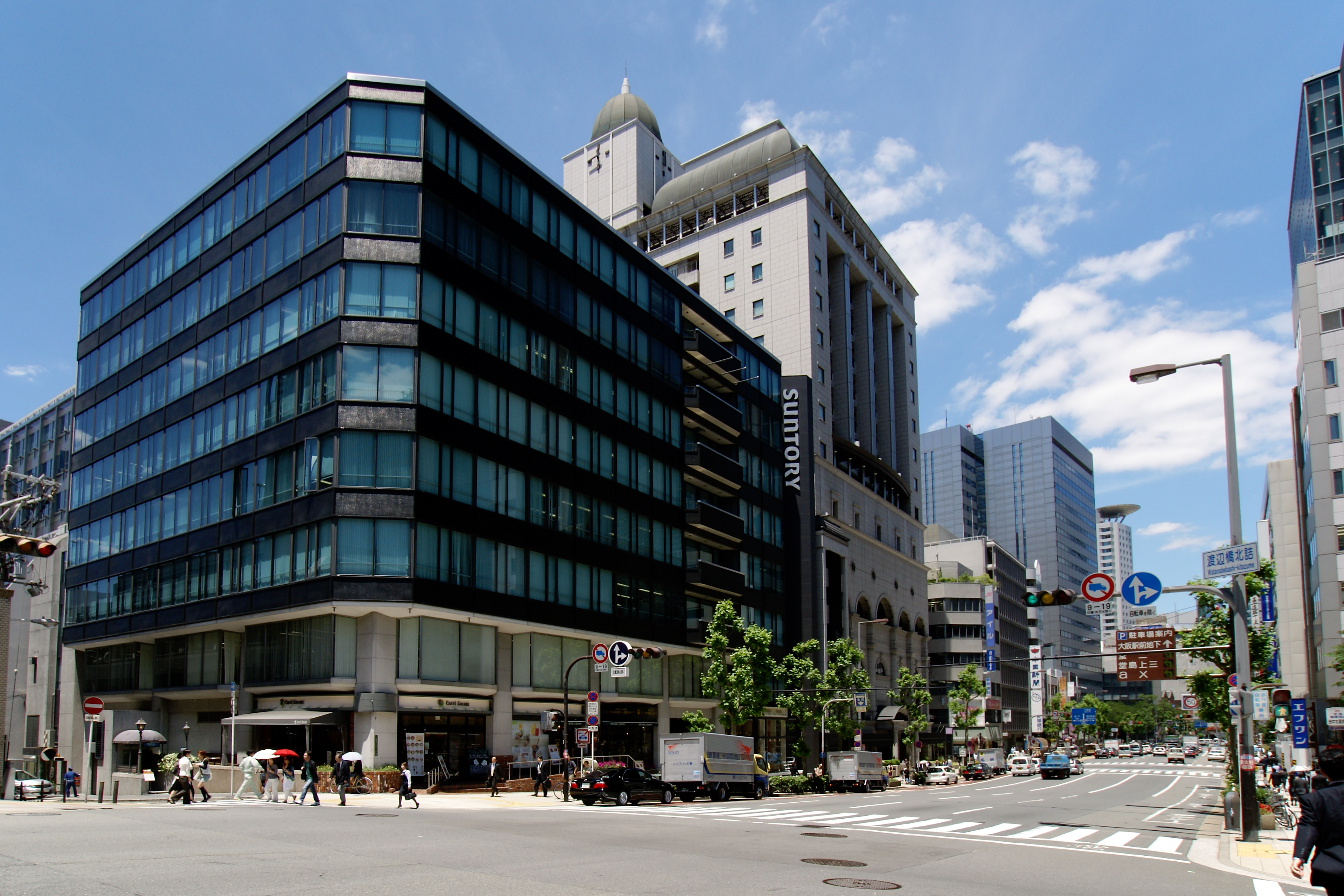
Suntorys Hauptsitz in Osaka (2007)

Suntory Holdings K.K. (japanisch サントリー･ホールディングス･株式会社 Santorī Hōrudingusu Kabushiki-gaisha) ist ein japanischer Mischkonzern und mit einem Marktanteil von ca. 70 % und größter Whisky-Hersteller Japans. Suntory ist der drittgrößte Spirituosenkonzern weltweit und beschäftigte im Jahr 2022 40.885 Angestellte und konnte Einnahmen von 20,2 Milliarden US-Dollar verbuchen. Zu der Suntory Holding gehören 285 Unternehmen mit einem Gesamtkapital von 50 Milliarden US-Dollar.
Das Unternehmen wurde im Februar 1899 von Shinjirō Torii (1879–1962) unter dem Namen „Kotobukiya“ in Osaka gegründet und ist damit eines der ältesten im Vertrieb von alkoholischen Getränken tätigen Unternehmen Japans. Ursprünglich nur eine Destillerie und nach dem Zweiten Weltkrieg auch eine Brauerei, wurden die Geschäftsfelder erweitert, so dass nun alles von Softdrinks bis zu edlen Weinen, aber auch Eis und Blumen, angeboten werden. Der Unternehmenssitz befindet sich im Bezirk Kita-ku (北区 ‚Nordbezirk‘), Osaka.

## Konzernstruktur
Zum 1. April 2009 wurde die Unternehmensgruppe auf ein Holdingsystem umgestellt und das Kernunternehmen Suntory K.K. (サントリー･株式会社) zur Suntory Holdings K.K. umfirmiert. In diesem Zuge entstanden die Unternehmen Suntory Beverage & Food Ltd, Suntory Wellness Ltd., Suntory Beer, Wine & Spirits Japan Limited, Suntory Business Systems Limited,Suntory Global Innovation Center Ltd, Suntory Corporate Business Ltd.,Suntory System Technology Limited, Suntory Coffee Roastery Ltd, und Sunlive Co., Ltd als operative Unternehmen auf zweiter Konzernebene.
Suntory Beverage & Food Ltd ist der Oberbau für alle Unternehmen in den Bereichen Softdrinks, Lebensmittel und Nahrungsmittelergänzungsprodukte, Suntory Beer, Wine & Spirits Japan Limited für den Bereich alkoholische Getränke. die Tochter für den japanischen Markt ist Suntory Spirits Ltd.

## Geschichte

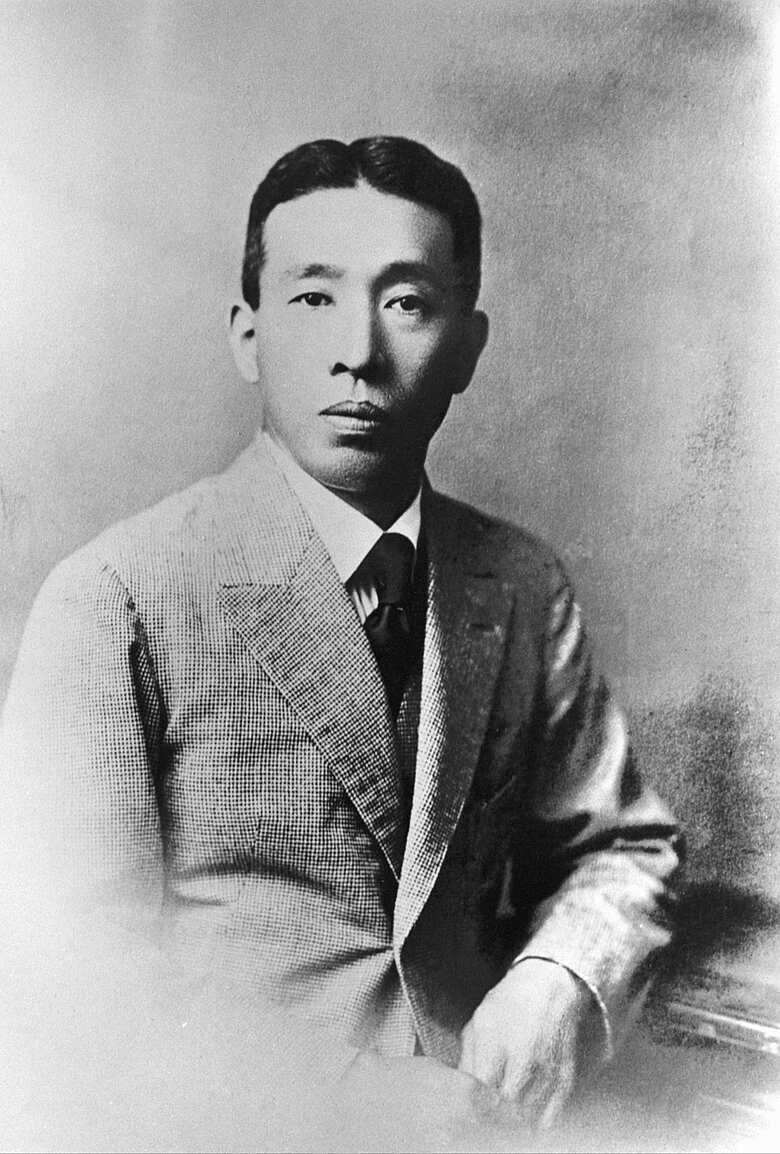
Shinjirō Torii – Gründer Suntory

Der Gründer von Suntory, der an westlichen Produkten interessierte „Golden Boy“ Shinjirō Torii, eröffnete sein erstes Ladengeschäft Torii Shoten, das hauptsächlich aus Spanien importierte Weine verkaufte, im Februar 1899 in Ōsaka. Am 1. Dezember 1921 firmierte Torii dieses Geschäft in Kabushiki kaisha Kotobukiya (株式会社壽屋) um.
1924 begann er unter Mitarbeit von Masataka Taketsuru darüber hinaus in der 1923 in Yamazaki, einem Bergtal zwischen Osaka und Kyoto, den Bereich Whiskey aufzubauen. Er gründete die erste Destillerie Japans „Yamazaki“, die mit der Produktion von Single-Malt-Whisky beschäftigt ist. Taketsuru, der zehn Jahre für Torii arbeite, war der erste Japaner, der sich in Schottland, zwischen 1919 und 1920, in Whiskyherstellung ausbilden ließ. 1934, nach zehnjähriger Tätigkeit, trennte er sich von Torii und gründete die Konkurrenzdistillerie Nikka, die heute der zweitgrößte Hersteller von Whisky in Japan ist.

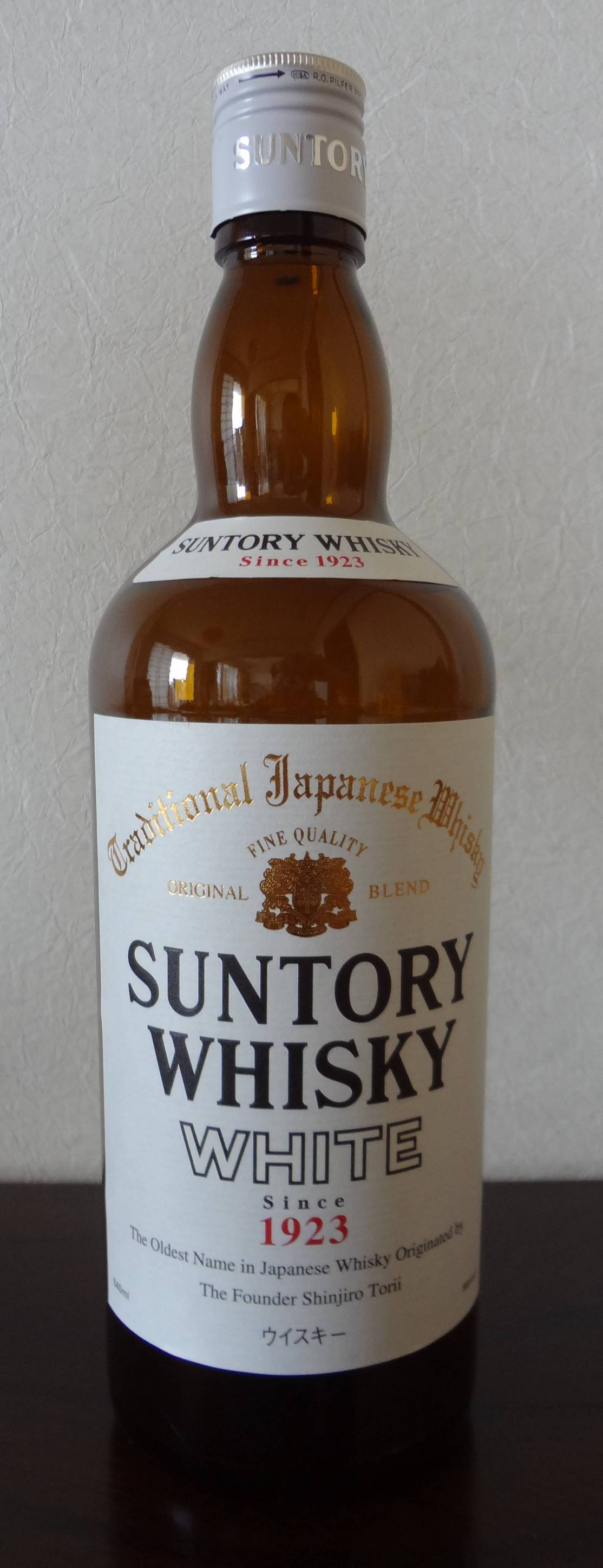
Suntory whisky white 2018

In dieser Zeit wurde auch erstmals der Name Suntory als Markenname verwendet. Die Firma produzierte damals neben anderen Spirituosen im westlichen Stil, wie Liköre und Brandys, seit 1907 einen süßen Portwein namens Akadama (赤玉ポートワイン), der auch heute noch erhältlich ist. Der Name Akadama, der zu deutsch etwa „roter Ball“ bedeutet, wurde mit der Sonne assoziiert, was den Firmengründer auf die Idee brachte, das englische Pendant „Sun“ mit einer anglisierten Fassung seines Familiennamens zu dem Kunstwort und Markennamen Suntory zu kombinieren.
Fünf Jahre später verkaufte er den ersten japanischen Single-Malt-Whisky unter dem Namen Suntory Whisky Shirofuda (Suntory Whisky – White Label), der jedoch kein Verkaufserfolg war.
1937 erschien die Whiskymarke „Kakubin“, die noch heute auf dem Markt ist. Doch erst mit Suntory Old Whisky gelang in den 50er Jahren der Durchbruch.

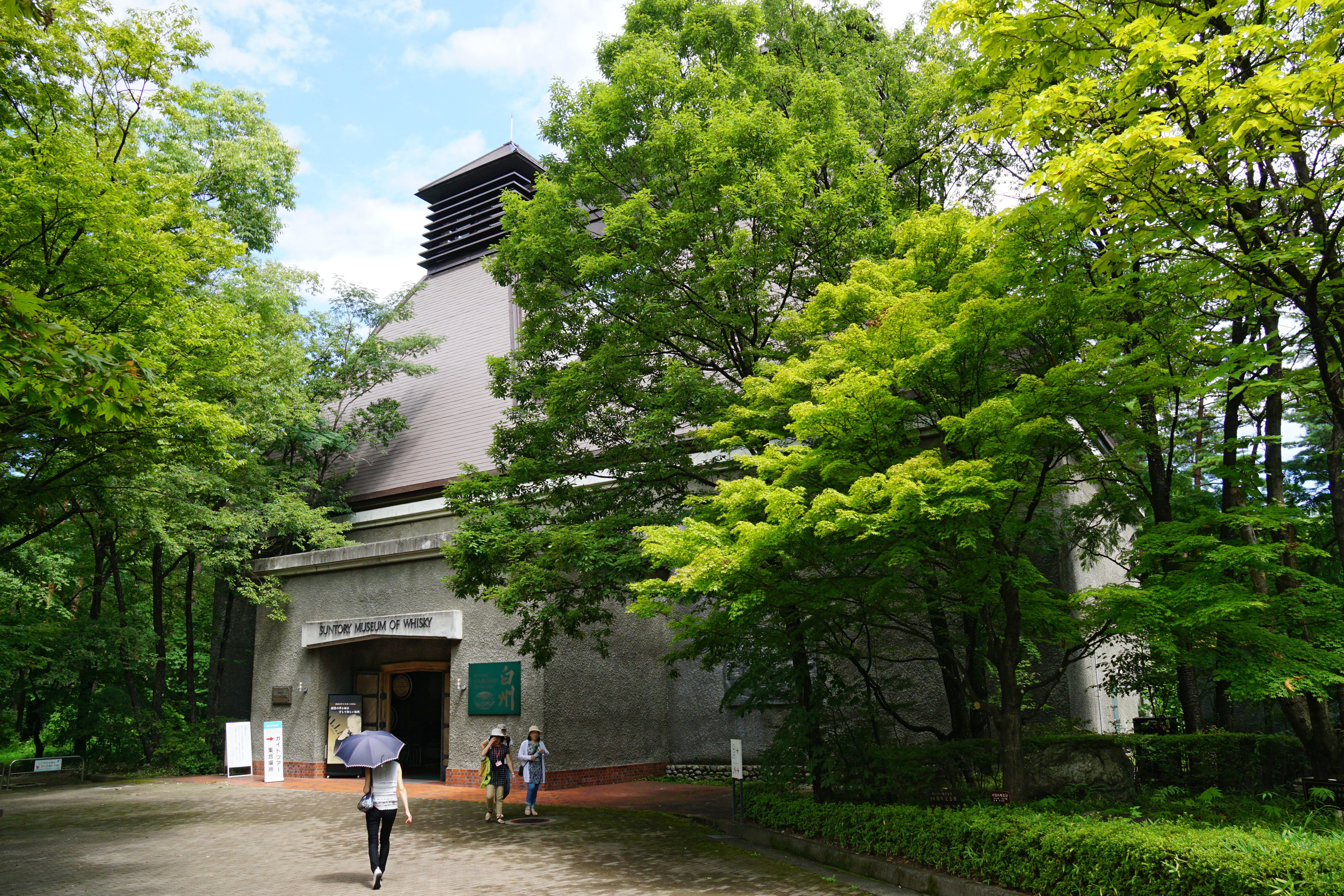
Suntorys Destillerie in Hakushū (白州) gilt als eine der größten Malt-Brennereien der Welt

Toriis Unternehmen war vor allem seit Anfang der 1960er Jahre berühmt für innovative Werbekampagnen. 1961 lancierte Suntory seine berühmte „Trinke diesen Whisky und fliege nach Hawaii“-Kampagne. Zu jener Zeit war eine Auslandsreise für die meisten Japaner noch völlig unerschwinglich. Suntory eröffnete in Japan unter dem Namen „Tory Whisky Bars“ eine Kette von Kneipen nach amerikanischem Vorbild. Inzwischen existiert nur noch ein Lokal in Osaka.
Indem Suntory Whisky als Sake-Ersatz propagierte, der zum Essen auch mit warmem Wasser getrunken werden könne, gelang es in den 1960er Jahren, einen japanischen Whisky-Boom auszulösen. 1962 änderte die Firma ihren Namen von Kotobukiya in Suntory, den Namen ihres berühmtesten Produkts. 1963 startete Suntory zusätzlich das Bierbrau-Geschäft und entwickelte sich zur viertgrößten Brauerei Japans. Im selben Jahr begann man unter der Federführung von Keizō Saji, dem Sohn Toriis, auch mit der Produktion von Mineralwasser, Nahrungsmitteln u. v. m.
Eine zweite Malt-Destillerie wurde 1973 in Hakushu eröffnet. Mit 24 Brennblasen (Typ potstill) wurde sie zur größten der Welt. Im Jahr 1981 entstand dort eine dritte Malt-Destillerie.
1990 wurde mit Suntory System Technology Ltd ein eigener IT-Dienstleister gegründet.
2002 wurde Suntory Coffee Roastery Ltd gegründet, die Geschäftstätigkeit umfasst den Import, das Rösten, sowie die Herstellung von Kaffeekonzentraten und -extrakten als Pulver beziehungsweise in flüssiger oder gefrorener Form. Seit 2005 vertreibt und produziert Suntory Kaffeegetränke in Dosen für den japanischen Markt für Starbucks.
Im Jahre 2002 wurde Suntory Flowers gegründet. Dieses Unternehmen beschäftigt sich mit der Forschung und Entwicklung von Saatgut für Pflanzen und Blumen, sowie dem Großhandelsvertrieb von Blumen, Baumschul- und Floristenbedarf.
2006 wurde Suntory zum japanischen Generalimporteur für die Mineralwassermarken Perrier, San Pellegrino und Aqua Panna des Nestlé-Konzerns.
Eine 2012 gestartete Kooperation mit Chinas größtem Bierbrauer Tsingtao wurde nach nur drei Jahren wieder aufgelöst.
2017 bündelte Suntory seine Aktivitäten in China mit der Suntory (China) Holding Co., Ltd. Suntory ist seit 1979 auf dem chinesischen Markt vertreten. 2023 wurde in Shanghai das erste Luxus-Restaurant eröffnet.
2021 ging Suntory eine Kooperation mit der Boston Beer Company ein, um ein Mix-Getränk aus Truly Hard Seltzer und Sauza Tequila herzustellen.
Seit 2022 hat Suntory Beverage & Food Ltd mit Makiko Ono die erste weibliche Vorstandsvorsitzende.
Im Februar 2023 gab Suntory bekannt, etwa 10 Milliarden Yen, umgerechnet etwa 77 Millionen Dollar, bis Ende 2023, anlässlich des hundertjährigen Unternehmensjubiläums in den Ausbau der Besucherzentren und die Verbesserung der Produktionsprozesse in den Destillerien Yamazaki und Hakushu zu investieren. Bis 2025 soll auch ein 16-Megawatt-Elektrolyseaggregat die Destillerie Hakushu mit nachhaltig produzierter Energie autark machen.
Der hundertste Geburtstag wurde mit hundert Ehrengästen, unter ihnen Keanu Reeves und Sofia Coppola, am 7. Juni 2023 in dem exklusiven Londoner Hotel The Londoner gefeiert.

## Unternehmenszukäufe
1994 übernahm Suntory die schottische Whiskybrennerei Bowmore, nachdem diese bis dato schon teilweise zu Suntory gehörte, ganz.
Seit 1994 stellt Suntory eine Zitronenlimonade mit dem Namen C. C. Lemon her. In Japan sind Die Simpsons vornehmlich als Werbeträger für diese Limonade bekannt.
1997 wurde die Firma Lizenznehmer von Pepsi und avancierte so zum exklusiven Abfüller und Vermarkter aller Pepsiprodukte in Japan, Thailand, Neuseeland und Vietnam.
Nach Medienberichten vom 13. Juli 2009 führten die beiden führenden japanischen Getränkeriesen Kirin und Suntory Gespräche über einen Zusammenschluss. Die Gespräche wurden im Februar 2010 ohne Einigung abgebrochen.
2009 übernahm das Unternehmen die Marken Orangina und Schweppes. Im gleichen Jahr wurde der neuseeländische Getränkehersteller Frucor für 600 Millionen US-Dollar von der Danone-Gruppe erworben. Frucor Suntory ist Abfüller für Pepsi in Neuseeland.
Zum 1. April 2009 wurde die Unternehmensgruppe auf ein Holdingsystem umgestellt und das Kernunternehmen Suntory K.K. (サントリー･株式会社) zur Suntory Holdings K.K. umfirmiert.
Ende 2013 übernahm Suntory die Getränkesparte des britischen Unternehmens GlaxoSmithKline für 1,35 Milliarden Pfund. Die Marken Lucozade und Ribena standen hierbei im Zentrum.
Anfang 2014 wurde die Übernahme von Jim Beam für 13,6 Milliarden Dollar in die Wege geleitet und schließlich vollzogen, wodurch das US-amerikanische Tochterunternehmen Beam Suntory entstand. Suntory wurde hierdurch zu dem drittgrößten Spirituosenhersteller der Welt.
2015 wurde für 1,2 Milliarden Dollar das Verkaufsautomatengeschäft und zwei Getränkemarken von Japan Tobacco, dem drittgrößten Tabakunternehmen der Welt, übernommen.
2020 wurde eine 10 % Minderheitsbeteiligung an der schottischen Edrington Group erworben, die beispielsweise Whiskys der Marken The Macallan, Highland Park und The Famous Grouse produziert.
Im März 2023 kündigte Suntory an, vor allem mit Unternehmenszukäufen im Wert von 5 Milliarden Dollar im Bereich gesundheitsorientierte Getränke weiter wachsen zu wollen. Weiterhin beteiligte sich Suntory auch an dem britischen Start-up Remedy Health.

## Eigenmarken

### Yamazaki Suntory

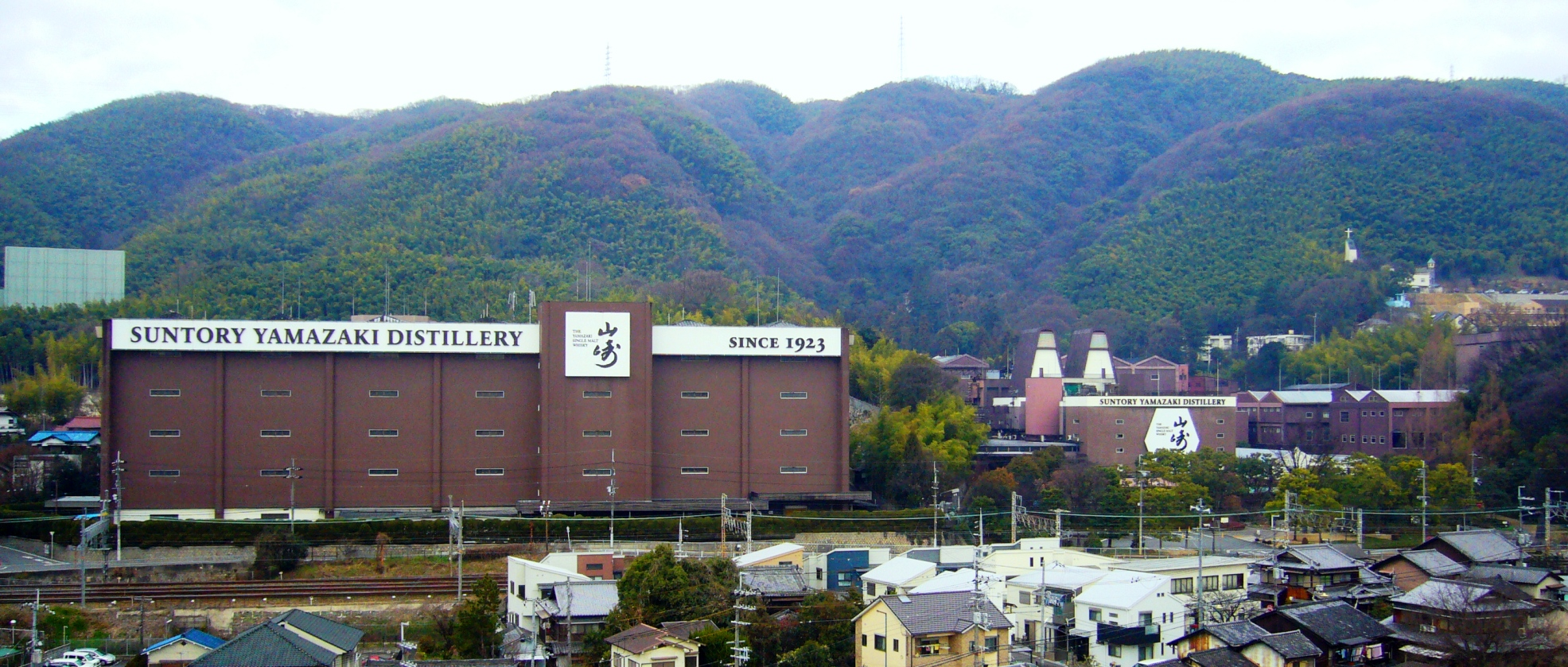
Die Yamazaki Destillerie ist eine von dreien im Besitz von Suntory und zugleich die älteste Whisky-Brennerei in Japan

Yamazaki Suntory ist ein japanischer Single-Malt-Whisky mit üblicherweise 43 % Alkoholgehalt.
Die heutige Destillerie befindet sich bei Kyōto, dessen Umgebung ein vielseitiges Klima und eine hohe Luftfeuchtigkeit aufweist. Der Whisky wird in 0,7-l-Flaschen angeboten, mit einer Fassreife von 10, 12, 18 und 25 Jahren.

### Suntory Hibiki
Hibiki ist ein Whisky Blend, der aus verschiedenen gereiften Whiskys aus drei Suntory Destillerien hergestellt wird. Er ist erhältlich mit Altern von 12, 17, 21 und 30 Jahren und mit keiner Altersangabe.
Suntory Hibiki (サントリー･響) ist mehrmals international ausgezeichnet worden:
12 Years
- IWSC Gold 2010
- ISC Gold 2010

17 Years
- SWSC Gold 2005
- IWSC Gold 2007
- ISC Gold 2009

21 Years
- ISC Gold 2004, 2005, 2006, 2010
- WWA World's Best Blended Whisky 2010, 2011
- IWSC Gold 2010

30 Years
- ISC Trophy 2004, 2006, 2007, 2008
- WWA World's Best Blended Whisky 2007, 2008
- IWSC Gold 2007

### Weitere Marken
- Suntory White (サントリー･ホワイト), seit 1929[Anm. 2]

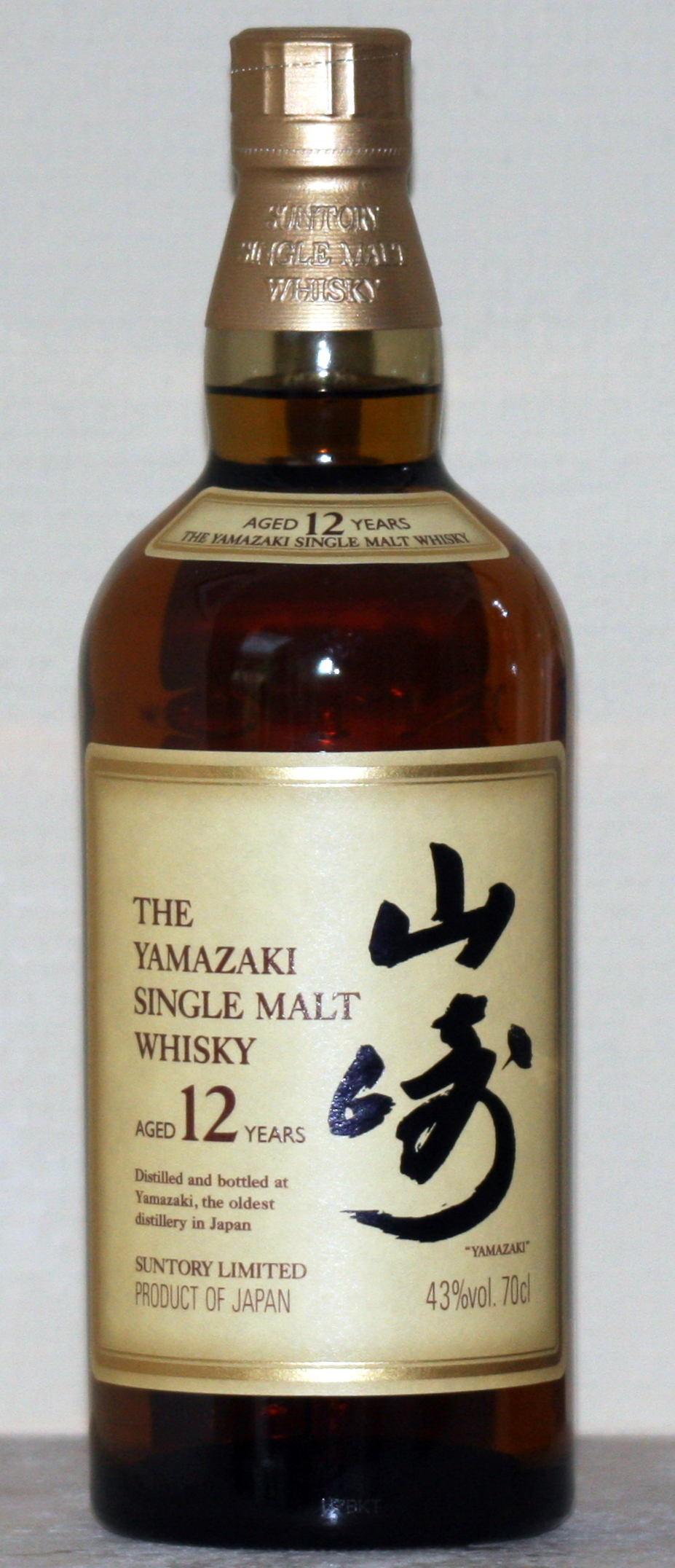
Der Yamazaki Single Malt Whisky ist neben Hibiki in Europa einer der Bekanntesten

- Suntory Kakubin (サントリー･角瓶, dt. etwa: Eckige Flasche), seit 1937
- Torys Whisky (トリス･ウイスキー), Blend, seit 1946
- Suntory Old (サントリー･オールド), ein leicht getorfter Blend aus Yamazaki, seit 1950
- Suntory Royal (サントリー･ローヤル), Blend, seit den 60er Jahren (seit 1995 auch in Deutschland)
- Suntory Imperial Blend (サントリー･インペリアル), seit 1964
- Suntory Red Extra (サントリー･レッド), seit 1964
- Suntory Reserve (サントリー･リザーブ), Blend, seit 1969
- Suntory Burai-Ha (サントリー･無頼派, dt. etwa: „Schuft-Fraktion“), Blend, seit 1998, benannt nach der gleichnamigen literarischen Gruppe aus den 20er Jahren, der u. a. Dan Kazuo und Dazai Osamu angehörten und mit deren Mitglieder der Firmengründer befreundet war.[56]
- Suntory Za (サントリー･座, dt. etwa: „Zusammenkunft, Status“), Malt, seit 1998
- Suntory Sanshirō (サントリー･三四郎), einfacher Blend, seit 1999
- Suntory Minami Alps (サントリー･南アルプス, dt. etwa: „Südalpen“), Pure-Malt, seit 2000
- Suntory Zen (サントリー･膳, dt. etwa: „Mahl“), Malt, seit 1999
- Suntory Hakushū (サントリー･伯州), Pure-Malt, benannt nach der gleichnamigen Destillerie[Anm. 3], 10, 12, 18 und 25 Jahre
- Suntory Yamazaki (サントリー･山崎), Malt, benannt nach der gleichnamigen Destillerie[Anm. 4]

## Zugekaufte Marken
Neben den selbst entwickelten Eigenmarken hat Suntory durch Mergers & Acquisitions u. a. folgende Marken in sein Portfolio aufgenommen:
Whisky
- Bowmore
- Laphroaig
- Knob Creek Rye
- Auchentoshan
- Glen Garioch
- Kilbeggan
- Connemara
- Jim Beam
- Maker’s Mark
- Canadian Club

andere Spirituosen
- Tequila Sauza
- Courvoisier
- Sipsmith
- Sourz
- Bols

Wein
- Château Beychevelle
- Château Lagrange
- Weingut Robert Weil

Softdrinks
- Ribena
- Lucozade
- Schweppes
- Orangina

sowie die Franchise-Rechte für den japanischen Markt für Pepsi, Häagen-Dazs und Subway.

## Kulturelle Aktivitäten
1961 gründete der damalige Vorstandsvorsitzende Saji Keizō in Tokio das „Suntory Museum of Art“, das eine bedeutende Sammlung japanischer Kunst aufweist. Nach mehrmaligen Umzug befindet es sich nun im „Tokyo Midtown“-Komplex und bildet mit dem ebenfalls privaten Mori Art Museum und dem National Art Center Tokyo das „Roppongi Art Triangle“. Suntory betreibt auch die 1985 eröffnete Suntory Hall im Roppongi-Hills-Komplex.

## Sport
Im Sport ist Suntory Sponsor des Herren-Rugbyteams Tokyo Suntory SUNGOLIATH, des Damen-Volleyballteams Suntory SUNBIRDS sowie des Golfturniers Ai Miyazato Suntory Ladies Open Golf Tournament.

## Suntory in den Medien
Suntory war eine der ersten asiatischen Firmen, die amerikanische Filmstars zur Vermarktung ihrer Produkte einsetzten. In den späten 1970ern drehte Akira Kurosawa eine berühmte Serie von Werbefilmen mit amerikanischen Stars. Einer davon war Francis Ford Coppola, dessen Tochter Sofia Coppola sich später beim Schreiben des Drehbuchs zu Lost in Translation inspirieren ließ, die Marke in die Handlung des Films einzubauen. Darin befindet sich der Hauptdarsteller gerade zum Dreh eines Suntory-Werbespots in Tokio.